# Blera metcalfi
Blera metcalfi är en tvåvingeart som först beskrevs av Charles Howard Curran 1925.  Blera metcalfi ingår i släktet stubblomflugor, och familjen blomflugor.
Artens utbredningsområde är North Carolina. Inga underarter finns listade i Catalogue of Life.